# Michael E. Driscoll

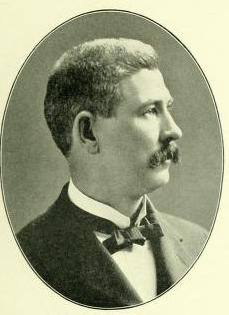
Michael E. Driscoll (1903)

Michael Edward Driscoll (* 9. Februar 1851 in Syracuse, New York; † 19. Januar 1929 ebenda) war ein US-amerikanischer Politiker. Zwischen 1899 und 1913 vertrat er den Bundesstaat New York im US-Repräsentantenhaus.

## Leben
Michael Edward Driscoll wurde ungefähr drei Jahre nach dem Ende des Mexikanisch-Amerikanischen Krieges im Onondaga County geboren. Die Familie zog 1852 nach Camillus. Er besuchte Bezirksschulen und das Monro Collegiate Institute in Elbridge. 1877 graduierte er am Williams College in Williamstown (Massachusetts). Er studierte Jura. Nach dem Erhalt seiner Zulassung als Anwalt 1879 begann er im selben Jahr in Syracuse zu praktizieren. Er wurde zu einem von fünf Kommissaren ernannt, die eine einheitliche Charta für die Second-Class Cities in New York entwarf. 1905 folgte eine Ernennung zum Attorney vom State Superintendent of Insurance. Ferner gehörte er 1905 zu der Gruppe des späteren Präsidenten William Howard Taft, welche die Philippinen und die asiatischen Länder besuchte. Politisch gehörte er der Republikanischen Partei an. Er hatte 1906 den Vorsitz bei der Republican State Convention.
Bei den Kongresswahlen des Jahres 1898 für den 56. Kongress wurde Driscoll im 27. Wahlbezirk von New York in das US-Repräsentantenhaus in Washington, D.C. gewählt, wo er am 4. März 1899 die Nachfolge von James J. Belden antrat. Er wurde einmal wiedergewählt. 1902 kandidierte er im 29. Wahlbezirk von New York für den 58. Kongress. Nach einer erfolgreichen Wahl trat er am 4. März 1903 die Nachfolge von Charles W. Gillet an. Er wurde vier Mal in Folge wiedergewählt. Bei seiner erneuten Kandidatur 1912 erlitt er eine Niederlage und schied nach dem 3. März 1913 aus dem Kongress aus. Während seiner Kongresszeit hatte er den Vorsitz im Committee on Elections No. 3 (58. bis 61. Kongress).
Nach seiner Kongresszeit ging er wieder seiner Tätigkeit als Anwalt nach, reiste und hielt Vorträge aus seinen Reisen. Er verstarb am 19. Januar 1929 in Syracuse. Sein Leichnam wurde dann auf dem Oakwood Cemetery beigesetzt.